# Mozambico ai Giochi della XXXIII Olimpiade
Il Mozambico ha partecipato ai Giochi della XXXIII Olimpiade, svoltisi a Parigi, Francia, dal 26 luglio all'11 agosto 2024 con 7 atleti in 5 discipline.

## Delegazione
| Sport            | Uomini | Donne | Totale |
| ---------------- | ------ | ----- | ------ |
| Atletica leggera | 1      | 0     | 1      |
| Judo             | 0      | 1     | 1      |
| Nuoto            | 1      | 1     | 2      |
| Pugilato         | 1      | 1     | 2      |
| Vela             | 0      | 1     | 1      |
| Totale           | 3      | 4     | 7      |

## Risultati

### Atletica leggera
Maschile
Eventi su pista e strada
| Atleta        | Evento    | Qualifica | Qualifica | Finale | Finale    |
| Atleta        | Evento    | Misura    | Posizione | Misura | Posizione |
| ------------- | --------- | --------- | --------- | ------ | --------- |
| Sabino Steven | 100 metri |           |           |        |           |

### Judo
| Atleta           | Evento          | Preliminari          | 16-esimi             | Ottavi               | Quarti               | Semifinali           | Ripescaggio          | Finale               | Pos. |
| Atleta           | Evento          | Avversario Punteggio | Avversario Punteggio | Avversario Punteggio | Avversario Punteggio | Avversario Punteggio | Avversario Punteggio | Avversario Punteggio | Pos. |
| ---------------- | --------------- | -------------------- | -------------------- | -------------------- | -------------------- | -------------------- | -------------------- | -------------------- | ---- |
| Ferreira Jacirao | 52 kg femminile |                      |                      |                      |                      |                      |                      |                      |      |

### Nuoto
| Atleta           | Evento                | Batterie | Batterie  | Semifinali | Semifinali | Finale | Finale    |
| Atleta           | Evento                | Tempo    | Posizione | Tempo      | Posizione  | Tempo  | Posizione |
| ---------------- | --------------------- | -------- | --------- | ---------- | ---------- | ------ | --------- |
| Lawrence Matthew | 100 m rana maschile   |          |           |            |            |        |           |
| Donelli Denise   | 100 m dorso femminili |          |           |            |            |        |           |

### Pugilato

#### Uomini
| Atleta        | Evento         | 16-esimi             | Ottavi               | Quarti               | Semifinali           | Finale               | Pos. |
| Atleta        | Evento         | Avversario Punteggio | Avversario Punteggio | Avversario Punteggio | Avversario Punteggio | Avversario Punteggio | Pos. |
| ------------- | -------------- | -------------------- | -------------------- | -------------------- | -------------------- | -------------------- | ---- |
| Muxanga Tiago | 71 kg maschile |                      |                      |                      |                      |                      |      |

#### Donne
| Atleta                   | Evento          | 16-esimi             | Ottavi               | Quarti               | Semifinali           | Finale               | Pos. |
| Atleta                   | Evento          | Avversario Punteggio | Avversario Punteggio | Avversario Punteggio | Avversario Punteggio | Avversario Punteggio | Pos. |
| ------------------------ | --------------- | -------------------- | -------------------- | -------------------- | -------------------- | -------------------- | ---- |
| Dos Santos Alcinda Lucas | 66 kg femminile |                      |                      |                      |                      |                      |      |

### Vela
M è la Medal race, si qualificano solo i primi 10 della classifica dopo le prime regate.
| Atleta         | Evento           | Regata | Regata | Regata | Regata | Regata | Regata | Regata | Regata | Regata | Regata | Regata | Regata | Regata | Punteggio Totale | Punteggio Netto | Classifica |
| Atleta         | Evento           | 1      | 2      | 3      | 4      | 5      | 6      | 7      | 8      | 9      | 10     | 11     | 12     | M      | Punteggio Totale | Punteggio Netto | Classifica |
| -------------- | ---------------- | ------ | ------ | ------ | ------ | ------ | ------ | ------ | ------ | ------ | ------ | ------ | ------ | ------ | ---------------- | --------------- | ---------- |
| Nhaquile Deizy | Dinghy femminile |        |        |        |        |        |        |        |        |        |        |        |        |        |                  |                 |            |